# Sztrókayite
La sztrókayite è un minerale non riconosciuto dall'IMA perché la descrizione è stata pubblicata senza approvazione.